# Pseudagrion nubicum
Pseudagrion nubicum – gatunek ważki z rodziny łątkowatych (Coenagrionidae). Szeroko rozprzestrzeniony w Afryce Subsaharyjskiej oraz w Dolinie i Delcie Nilu.